# Consell comunal de Diekirch
El consell comunal de Diekirch (francès: Conseil communal de Diekirch) és el consell local de la comuna de Diekirch, al nord-est de Luxemburg.
És constituït per tretze membres, elegits cada sis anys per representació proporcional. Les darreres eleccions foren el 9 d'octubre de 2005, resultant d'un empat entre el Partit Popular Social Cristià (CSV) i el Partit Socialista dels Treballadors (LSPA). Al collège échevinal, el CSV va formar una coalició amb Els Verds, sota el liderat de l'alcalde del partit CSV Jacques Dahm.
| Partit                                                      | Partit                                     | Escons | Consellers                                                                      |
| ----------------------------------------------------------- | ------------------------------------------ | ------ | ------------------------------------------------------------------------------- |
|                                                             | Partit Popular Social Cristià (CSV)        | 5      | Robert Bohnert, Paul Bonert, Jacques Dahm, Françoise Kerger-Faber, Nico Michels |
|                                                             | Partit Socialista dels Treballadors (LSPA) | 5      | René Blum, Emile Eischen, Claude Haagen, René Kanivé, Claude Thill              |
|                                                             | Els Verds                                  | 2      | Elisabeth Hoffmann, Fränk Thillen                                               |
|                                                             | Partit Democràtic (PD)                     | 1      | Ernest Breuskin                                                                 |
| Font:La vie politique Arxivat 2015-12-22 a Wayback Machine. |                                            |        |                                                                                 |